# Giovanna d'Arco

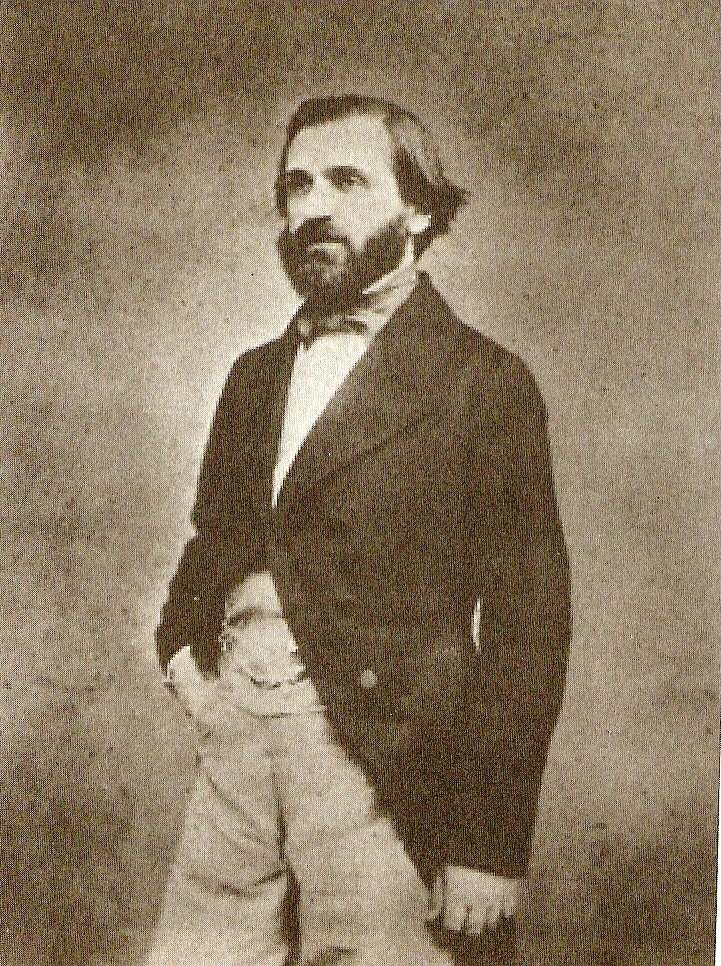
Giuseppe Verdi 1844

Giovanna d'Arco (Jeanne d'Arc) är en opera (dramma lirico) i en prolog och tre akter med musik av Giuseppe Verdi och libretto av Temistocle Solera efter Friedrich Schillers skådespel Orleanska jungfrun (1801).

## Historia
Giovanna d'Arco har inte mycket gemensamt med den historiska Jeanne d'Arc och inte heller med Schillers tragedi, som Solera byggde sitt libretto på. Alla Schillers bipersoner är bortskurna och Giovannas kärlek gäller nu själve tronföljaren Carlo och inte den engelske riddaren Lionel, som hos Schiller. Verdi skrev operan på åtta veckor medan han befann sig i Milano för att studera in en nyuppsättning av I Lombardi, men både den föreställningen och premiären på Giovanna d'Arco (15 februari 1845) blev sådana fiaskon att Verdi svor att aldrig mer överlåta en premiär på La Scala. Det löftet höll han i 25 år.

## Personer
- Carlo/Karl VII av Frankrike (tenor)
- Giacomo, herde i Domrémy-la-Pucelle (baryton)
- Giovanna/Jeanne, hans dotter (sopran)
- Delil, kungens officer (tenor)
- Talbot, engelsmännens överbefälhavare (bas)
- Kungens officerare, soldater, adelsmän, väpnare, tjänarinnor, byfolk (kör)

## Handling
Domrémy-la-Pucelle och Reims, 1400-talet, vid tiden för hundraårskriget.
Prolog

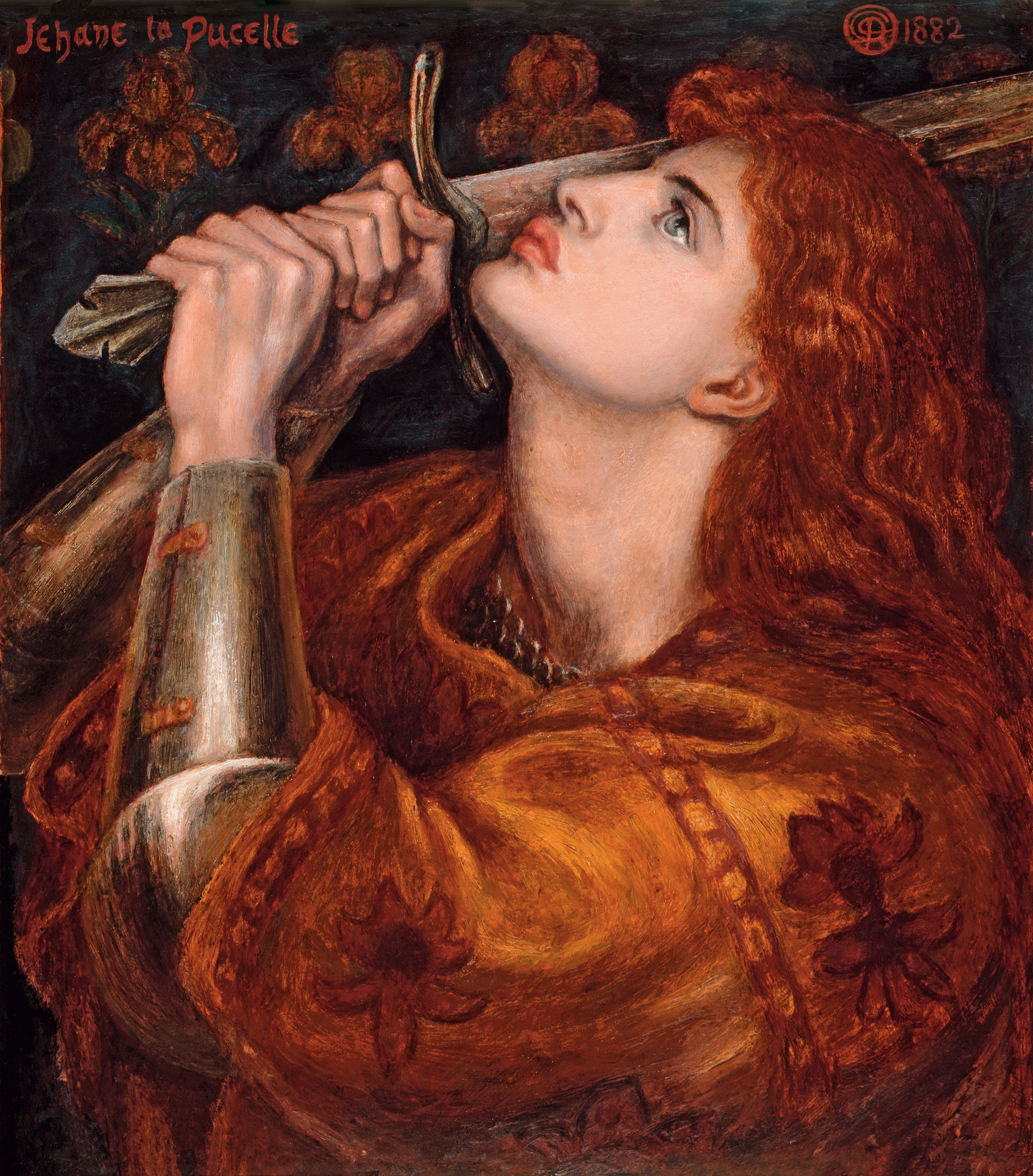
Joan of Arc målad av Dante Gabriel Rossetti 1882.

Frankrike har lidit stora nederlag i kampen mot engelsmännen och den blivande kungen Carlo VII vill avstå tronföljden sedan han i en dröm har sett Jungfru Maria, som uppmanat honom att lägga sin hjälm och sitt svärd för hennes fötter. Folket varnar honom eftersom den plats han beskriver är ett känt tillhåll för häxor, men han trotsar varningarna och beger sig dit. Giovanna (Jeanne d'Arc) kommer också till skogsgläntan vid Mariabilden, bevakad av sin far Giacomo som tror att hon är en häxa. Hon frestas av demoner i sina drömmar men änglarna bjuder henne att följa himlens bud. Då hon vaknar ser hon Carlos svärd och hjälm vid sina fötter och tror att det är ett tecken från himlen. Hon känner igen tronföljaren och övertalar honom att låta henne leda kriget mot engelsmännen.
Akt I
Krigslyckan har nu vänt, men Giacomo tror att det beror på djävulska makter och lovar den engelske härföraren Talbot att utlämna sin dotter till engelsmännen. Efter sina segrar vill Giovanna nu återvända till livet på landet men då Carlo förklarar henne sin kärlek lovar hon att följa med till kröningen i Reims, trots att de himmelska rösterna varnar henne för den jordiska kärleken.
Akt II
Efter kröningen förklarar Carlo att Giovanna är Frankrikes skyddsängel, men Giacomo beskyller honom för hädelse och henne för att vara häxa. Folket kräver bevis för hans anklagelser, och i detsamma bryter åskan lös. Giovanna grips och Giacomo överlämnar henne själv till engelsmännen.
Akt III
Giovanna ber till Gud att han skall befria henne från bojorna, och Giacomo inser äntligen att hans påståenden är ogrundade. Han befriar henne, och under hennes ledning vinner fransmännen en avgörande seger. Giovanna såras emellertid dödligt och ser i en syn himlen öppna sig och Jungfru Maria som kallar henne till sig.